# Космос-2314
Космос-2314 је један од преко 2400 совјетских вјештачких сателита лансираних у оквиру програма Космос.
Космос-2314 је лансиран са космодрома Плесецк, Русија, 28. јуна 1995. Ракета-носач Сојуз је поставила сателит у орбиту око планете Земље. 